# Play (film)
Play är en svensk dramafilm från 2011, regisserad av Ruben Östlund. Filmens handling tar avstamp i en serie verkliga rättsfall, där en grupp svarta pojkar i Göteborg rånade vita pojkar genom ett psykologiskt spel. Filmen väckte debatt i Sverige. Den vann Svenska Filmkritikerförbundets pris Greta för bästa film samt guldbaggarna för Bästa regi och Bästa foto. Filmen vann även Nordiska rådets filmpris.

## Mottagande
Filmen hade Sverigepremiär den 11 november 2011.

### Politiskt genmäle
Filmen föranledde en offentlig debatt i svensk massmedia. Debatten utlöstes när författaren Jonas Hassen Khemiri publicerade en lista i Dagens Nyheter, med titeln "47 anledningar till att jag grät när jag såg Ruben Östlunds film Play". Bland Khemiris anledningar fanns nummer sex, "för att jag tyckte att den var rasistisk", och nummer 27, "för att publiken skrattade när de svarta rånarna kallade en vit kille för apa".
Åsa Linderborg, kulturchef på Aftonbladet, skrev en krönika om filmen. Hon betecknade nedsättande Östlund som "arty" och beskrev hur hon strax efter att ha lämnat salongen fick syn på en svart man: "Inom loppet av en nanosekund rullade min ofrivilligt förprogrammerade hjärna upp samma förvirrade trailer över historiens gång som den alltid gör när jag ser en färgad människa: slavskepp, Tintin i Kongo, bomullsplantage, Rwanda, ANC, Muhammad Ali, familjen Cosby, I have a dream, negerbollar, Malcolm X, barn med flugor i ansiktet, Obama, aids, Idi Amin ... en förortsmobb som stjäl mobiltelefoner. Jag vägrar tro att det är detta – ytterligare en schablon – som Ruben Östlund vill uppnå. Men vad vill han då?" Vänsterpartisten och journalisten America Vera-Zavala svarade Linderborg i samma tidning. Vera-Zavala menade att filmen inte alls handlar om ras utan om klass, och beskrev Linderborgs text som "språkpopulism". Hon uttryckte beundran för Östlund som "den stjärna på den svenska regissörshimlen som länge har saknats. ... Någon som vågar – trots de förväntade klichéanklagelserna om rasism – beskriva ett brutalt klassamhälle där svenskar rånar svenskar." Lena Andersson vid Dagens Nyheter menade att både klass och ras är av underordnad betydelse i filmen; att den snarare fångar ett allmänmänskligt maktmissbruk, och att den är provocerande för att den varken tillåter åskådaren att beskylla någon annan eller att själv känna skuld på något lättigenkännligt vis. Andersson skrev: "Det besvärliga med Östlunds film är att den håller upp en spegel, för ovanlighetens skull inte för den vite att spegla sin överordning i, utan för den förtryckte att se att han är förmögen att förtrycka. Detta tynger båda parter. ... Blicken på 'den andre' följer samma mekanismer vad gruppen än heter och blir inte vackrare för att gruppen lider eller har lidit."

### Utmärkelser
Filmen vann Svenska Filmkritikerförbundets pris Greta för 2011 års bästa svenska långfilm. Vid Guldbaggegalan 2012 vann den två guldbaggar, för Bästa regi och Bästa foto. Den var även nominerad för Bästa film, Bästa manliga huvudroll (Kevin Vaz), Bästa manuskript, Bästa klipp och Bästa kostym. Andra priser är Coup de Coeur vid Quinzaine des Realisateurs i Cannes, Bästa regi vid Tokyos filmfestival, Grand Prix för bästa film vid 2-in-1-festivalen i Moskva, och Breaking Waves Award vid filmfestivalen Titanic i Budapest. Den nominerades till norska Amandaprisen för Bästa utländska film.